# شبه‌جزیره جاسک

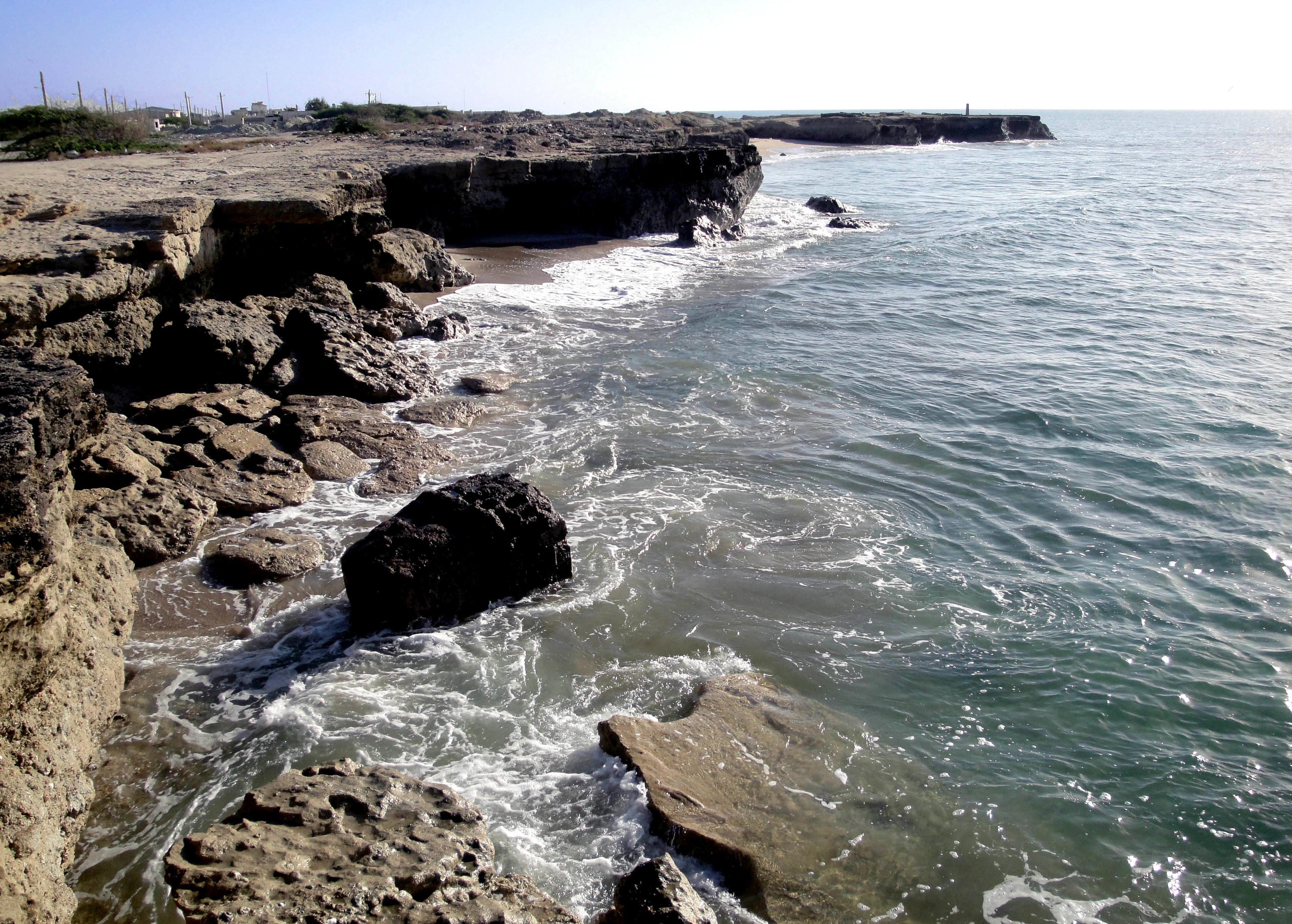
جاسک‌سر

شبه‌جزیرهٔ جاسک شبه‌جزیره‌ای در دریای عمان است که بندر جاسک در آن قرار دارد. این شبه جزیره خلیج شرقی و غربی جاسک را از یکدیگر جدا می‌کند. طول این شبه‌جزیره ۳٬۵۰۰ متر و عرض باریکترین نقاط آن ۹۰۰ متر است.
خور جاسک که دارای زبانه‌های متعددی است، این شبه‌جزیره را از کرانة مقابل می‌بُرد و هنگام طغیان آب، گاه باعث قطع پیوستگی شبه‌جزیره با اراضی عقب می‌شود که در نتیجه جاسک به شکل جزیره درمی‌آید. تپه‌هایی به ارتفاع چهار تا شش‌متر در شمال این شبه‌جزیره واقع است. انتهای این شبه‌جزیره که به شکل دماغه است، جاسک‌سر یا راس‌الجاسک نام دارد.

## پیشینه
یاقوت حموی در سدهٔ ۷ هجری جاسک را جزیرهٔ بزرگی میان عمان و جزیرهٔ کیش وصف کرده‌است. به نظر می‌رسد به کار بردن عبارت «جزیره» برای جاسک به سبب وضع شبه‌جزیره‌ای آن است.